# 스테파니 응우옌
스테파니 응우옌(덴마크어: Stephanie Nguyen, 1986년 12월 31일 ~ )은 덴마크의 배우, 가수, 무용가이다. 베트남인 아버지와 덴마크인 어머니 사이에서 태어났으며 2001년부터 2002년까지 3인조 걸 그룹 리틀 트리스의 멤버로 활동했다.

## 영화
- StreetDance 3D, 2010
- StreetDance: The Moves, 2010
- Beat the World, 2011
- StreetDance 2, 2012